# Australië op de Olympische Winterspelen 1952
Tijdens de Olympische Winterspelen van 1952, die in Oslo (Noorwegen) werden gehouden, nam Australië voor de tweede keer deel.

## Deelnemers en resultaten

### Alpineskiën
| Olympiër     | Discipline       | Resultaat | Prestatie                                       |
| ------------ | ---------------- | --------- | ----------------------------------------------- |
| Bob Arnott   | afdaling (m)     | 71e       | 4.13,5 (+1.42,7)                                |
| Bob Arnott   | reuzenslalom (m) | 78e       | 3.38,4 (+1.13,4)                                |
| Bob Arnott   | slalom (m)       | DNF       | run 1: 1.21,1 (65e) run 2: niet startgerechtigd |
| Bill Day     | afdaling (m)     | 60e       | 3.31,4 (+1.00,6)                                |
| Bill Day     | reuzenslalom (m) | 67e       | 3.10,5 (+45,5)                                  |
| Bill Day     | slalom (m)       | DNF       | run 1: 1.13,9 (54e) run 2: niet startgerechtigd |
| Barry Patten | afdaling (m)     | 67e       | 3.53,1 (+1.22,3)                                |
| Barry Patten | reuzenslalom (m) | 80e       | 3.41,1 (+1.16,1)                                |
| Barry Patten | slalom (m)       | DNF       | run 1: 1.29,6 (76e) run 2: niet startgerechtigd |

### Kunstrijden
| Olympiër       | Discipline | Resultaat | Prestatie                        |
| -------------- | ---------- | --------- | -------------------------------- |
| Adrian Swan    | mannen     | 10e       | pc. 95,0; score: 138,689 punten  |
| Nancy Burley   | vrouwen    | 14e       | pc. 135,0; score: 135,633 punten |
| Gweneth Molony | vrouwen    | 21e       | pc. 190,0; score: 124,344 punten |

### Langlaufen
| Olympiër         | Discipline | Resultaat | Prestatie        |
| ---------------- | ---------- | --------- | ---------------- |
| Bruce Haslingden | 18 km (m)  | 74e       | 1:29.58 (+28.24) |
| Bruce Haslingden | 50 km (m)  | DNF       | opgave           |
| Cedric Sloane    | 18 km (m)  | 75e       | 1:32.39 (+31.05) |
| Cedric Sloane    | 50 km (m)  | DNF       | opgave           |

### Schaatsen
| Olympiër     | Discipline | Resultaat | Prestatie      |
| ------------ | ---------- | --------- | -------------- |
| Colin Hickey | 500 m (m)  | 29e       | 46,2 (+3,0)    |
| Colin Hickey | 1500 m (m) | 30e       | 2.30,4 (+10,0) |
| Colin Hickey | 5000 m (m) | 28e       | 8.57,6 (+47,0) |

Argentinië · Australië · België · Bulgarije · Canada · Chili · Denemarken · Duitsland · Finland · Frankrijk · Griekenland · Groot-Brittannië · Hongarije · IJsland · Italië · Japan · Joegoslavië · Libanon · Nederland · Nieuw-Zeeland · Noorwegen · Oostenrijk · Polen · Portugal · Roemenië · Spanje · Tsjecho-Slowakije · Verenigde Staten · Zweden · Zwitserland